# Modest Pastor i Julià
Modest Pastor i Julià (Albaida, Vall d'Albaida, 9 d'agost de 1825 - València, 31 de gener de 1889) va ser un escultor valencià.
Va estudiar a la Reial Acadèmia de Belles Arts de Sant Carles de València, però s'ignoren qui foren els seus mestres, així com moltes circumstàncies de la seva vida, possiblement a causa d'una excessiva modèstia, perquè, malgrat haver-se prodigat molt com escultor mai va consentir que les seves obres figuressin en cap exposició. A València va obrir un taller amb un company d'ofici, en el qual, entre altres alumnes tingué en Josep Viciano i Martí, que fou un bon alumne i també creà fama. A la seva mort, el seu germà Damià Pastor va heretar el seu taller, que va continuar amb una activitat molt intensa per les comandes que rebia, no únicament d'Espanya, sinó també de Llatinoamèrica.
Les seves obres son molt nombroses, totes de caràcter religiós, i destinades a esglésies i convents, principalment de les tres províncies valencianes, encara que també es troben obres seves a Madrid, Jaén, Osca, Salamanca i Múrcia. Entre elles figuren diverses Verges, Jesucrist a la Creu, el Sagrat Cor, la Sagrada Família, i molts sants i santes.